# 李庆长
李庆长（1949年—），山东平阴人，汉族，中华人民共和国政治人物、第十一届全国人民代表大会黑龙江地区代表。
担任黑龙江省哈尔滨电业局客户服务中心“李庆长共产党员服务队”队长。2008年起担任全国人大代表。